# Пешеходная тропа
Пешеходная тропа, Пешеходная дорожка, Пешеходный маршрут (англ. Footpath), Прогулочная тропа (англ. Walking trail), Природная тропа (англ. Nature trail) — тип дорожки (тропы), которая предназначена для использования только пешеходами, а не другими видами транспорта, такими, как авто- и мототранспорт, велосипеды, лошади. Такие дорожки можно найти в самых разных местах мира: от центра крупных городов до сельскохозяйственных угодий и горных хребтов. Городские пешеходные дорожки обычно мощёные, могут иметь ступеньки и называться «аллеями», «переулками» и т. д. Национальные парки, природные заповедники, заповедные зоны и другие охраняемые районы дикой природы почти всегда имеют пешеходные дорожки (тро́пы).
В Австралии, Новой Зеландии и Ирландии словом footpath называют тротуар.
В России понятие «пешеходная дорожка» имеет несколько другое значение. Согласно ПДД, это «обустроенная или приспособленная для движения пешеходов полоса земли либо поверхность искусственного сооружения, обозначенная знаком 4.5.1.»; а также название соответствующего дорожного знака.
Пешеходная дорожка также может иметь форму пешеходного моста, соединяющего два берега реки или ущелья.

## Происхождение, история

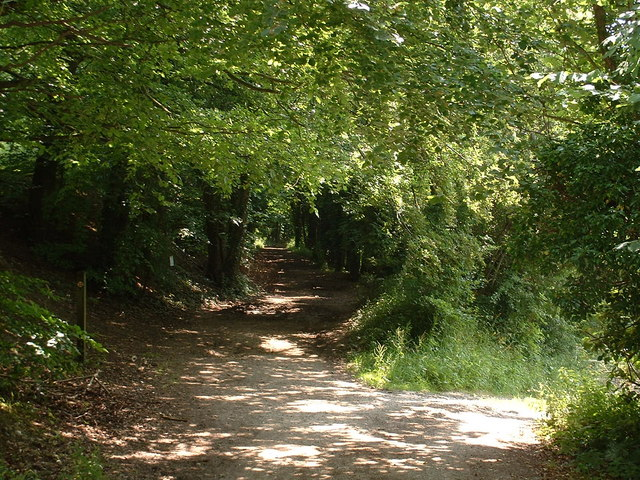
«Дорога пилигримов (Англия)» в Англии

Общественные пешеходные тропы изначально — это тропы, созданные людьми, идущими на работу, рынок, в соседнюю деревню, церковь (часто они звались «тропа мессы»), школу. «Тро́пы мессы» до сих пор существуют в Ирландии. Некоторые такие дорожки были проложены пилигримами, например, Дорога пилигримов (192 км) в Англии и Дорога пилигримов (ок. 640 км) в Норвегии. Некоторые пешеходные тропы проходили через территории землевладельцев, многие из них разрешали пешее прохождение по ним через свою собственность, однако зачастую с рядом ограничений.
«Трупные дороги» обеспечивали перемещение умерших из отдалённых поселений на кладбища, которые имели право на захоронение, такие как приходские церкви и «часовни удобства».
В Ашанти пешеходные тропы, согласно британским источникам, были созданы в военных целях.
В настоящее время пешеходные дорожки в основном используются для отдыха, они часто соединяются, создавая длинные маршруты. В различных странах созданы организации для защиты права на пользование общественными пешеходными тропами, например, The Ramblers (работает с 1935 года), общество «Открытые пространства» (работает с 1865 года). Пешеходные дорожки теперь также можно найти в ботанических садах, дендрариях, региональных парках, заповедных зонах, садах дикой природы и музеях под открытым небом. Также существуют образовательные тропы, «тематические прогулки», «тропы скульптур» и исторические интерпретационные тропы.

## Право на передвижение
В Англии и Уэльсе общественные пешеходные дорожки — это объекты, по которому пешеходы имеют защищённое законом право передвигаться. В Шотландии нет юридического различия между пешеходной дорожкой и «верховой тропой», и общепризнано, что велосипедисты и всадники могут следовать по любому прямому пути с подходящим покрытием. Закон на этот счёт отличается как в Северной Ирландии, так и в Республике Ирландия, и в последней в целом гораздо меньше прав на передвижение.

## Городские пешеходные дорожки

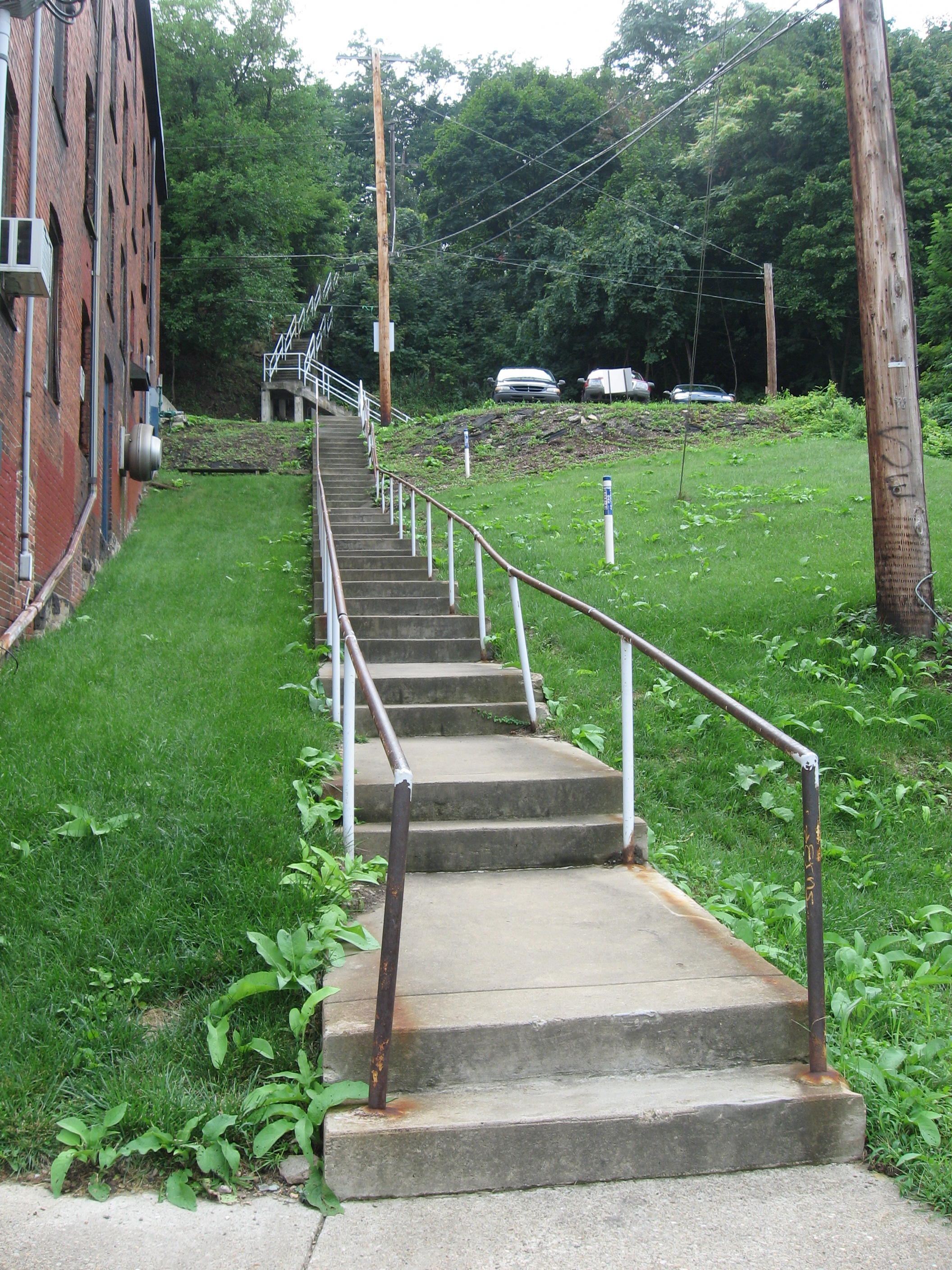
«Ступени Питтсбурга»

См. также Зелёная тропа и Линейный парк
В городах существует множество пешеходных дорожек, в том числе вдоль ручьёв и рек, через парки и через общественные места. Особо примечателен в этом плане городской парк «Стэнли» (Ванкувер, Канада): общая длина его пешеходных троп составляет 250 км, а самая длинная из них протянулась на 8,8 км.
В США и Канаде, где разрастание городов начало сказываться даже на большинстве сельских общин, застройщики и местные лидеры в настоящее время стремятся сделать свои общины более благоприятными для немоторизованного транспорта за счёт использования менее традиционных путей. Несколько известных пешеходных дорожек расположены в Лондоне: это «Кольцо столицы», «Орбитальная тропа Внешнего Лондона» и «Юбилейная аллея».
В англоязычных странах в городах распространён тип дорожки, именуемый alley — это узкая, обычно мощёная пешеходная дорожка, часто проходящая между стенами зданий. Они обычно короткие и прямые, а на крутых склонах могут частично или полностью состоять из ступеней. Иногда эти alley могут иметь крышу, так как находятся внутри зданий (например, трабуль в Лионе), или когда они представляют собой пешеходный переход через железнодорожные насыпи (в Британии).
В городах, стоящих на холмах, почти все пешеходные дорожки ступенчаты. Известные примеры: «Ступени Питтсбурга» (Питтсбург, США), «Ступени Цинциннати» (Цинциннати, США); также их много в американских городах Портленд, Сиэтл и Сан-Франциско; в Гонконге и Риме.

## Длинные маршруты

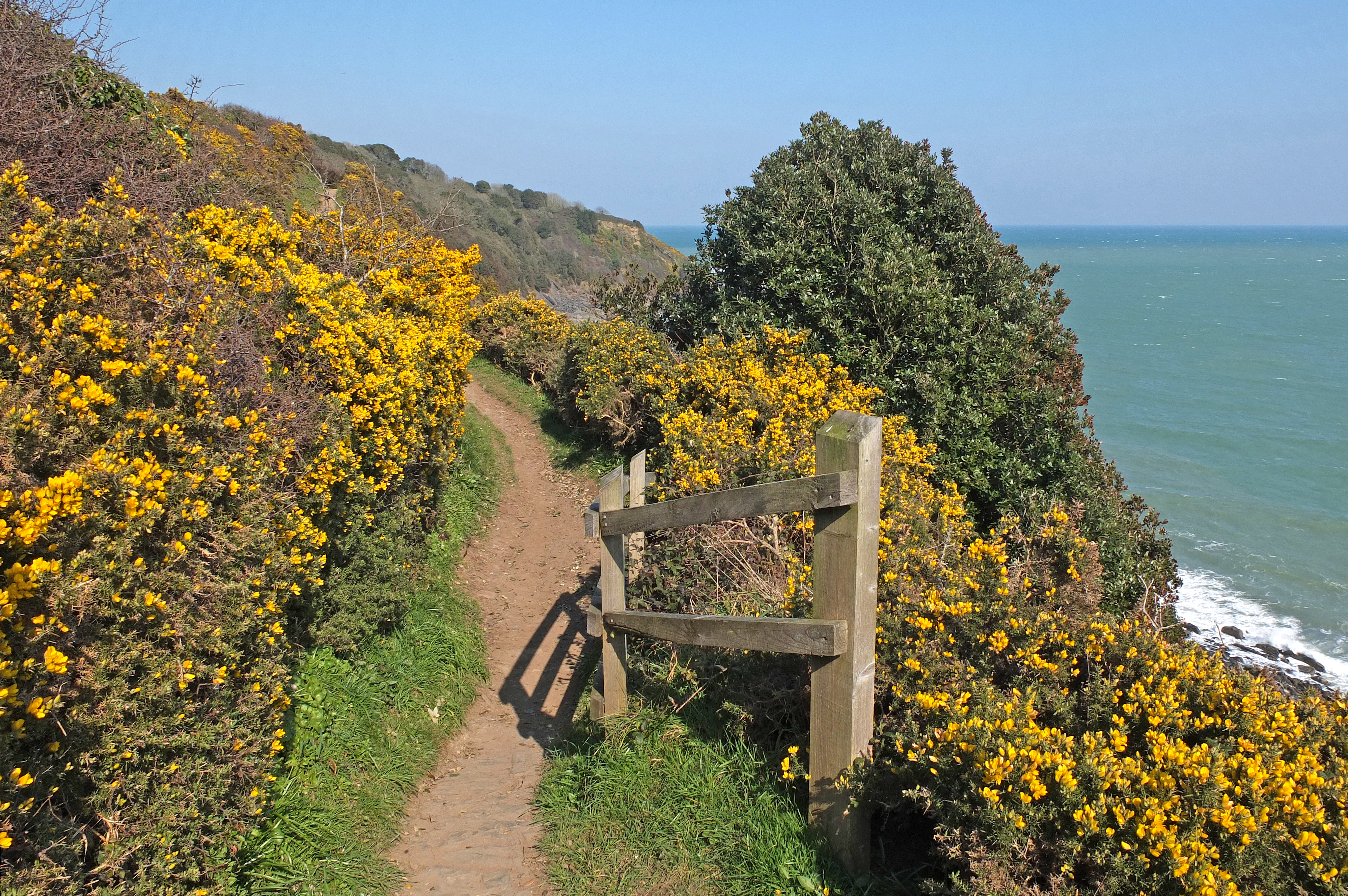
«Юго-Западная прибрежная тропа»

Сливаясь и пересекаясь, пешеходные тропы могут создавать так называемые «длинные маршруты». Например, «Юго-Западная прибрежная тропа», расположенная сразу в четырёх английских графствах и длиной 1014 км.; «Дорога Эссекса», расположенная в Эссексе, имеет протяжённость 130 км..
Ещё яркий пример: конно-пешеходный «Маршрут тихоокеанского хребта», который расположен в трёх штатах США, а также в канадской провинции Британская Колумбия. Длина этой тропы составляет 4270 км, высшая точка маршрута достигает отметки 4009—4017 м над уровнем моря.

## Уход
Пешеходные тропы часто требуют специализированного ухода. Большинство сельских дорожек имеют земляное или травянистое покрытие с перелазами и/или воротами, включая так называемые «ворота для поцелуев». Некоторые имеют ступеньки, броды или камни для преодоления водных преград. Городские пешеходные дорожки обычно строятся из каменной кладки, кирпича, бетона, асфальта, тёсаного камня или деревянного настила; реже используются щебень, «разложившийся гранит», и измельчённая древесина высокого качества. Эти материалы могут варьироваться в зависимости от длины пешеходной дорожки и могут начинаться с хорошо сконструированного твёрдого покрытия в городской черте и заканчиваться недорогим мягким покрытием в сельской местности. Лестницы или ступеньки иногда встречаются в городских переулках или на скалистых тропинках, ведущих к пляжам.

## Проблематика
Основные проблемы пешеходных дорожек в городских районах: техническое обслуживание, мусор, преступность и освещение после наступления темноты. В сельской местности возникают проблемы, связанные с конфликтами между пешеходами и домашним скотом; также центром подобных конфликтов часто выступают собаки (см. напр. Dogs (Protection of Livestock) Act 1953). Кроме того, пешеходные тропы в отдалённых местах могут быть труднодоступными, а движение по такой дороге может быть затруднено из-за вспашки, посевов, разросшейся растительности, незаконных заграждений (включая колючую проволоку), повреждённых перелазов и т. д.
Также возможны конфликты с землевладельцами. Например: британский миллионер, магнат недвижимости Николас ван Хогстратен, который испытывал сильную неприязнь к бродягам, называя их «отбросами общества», в 1999 году возвёл высокий забор поперёк пешеходной тропы в своем загородном поместье в Восточном Суссексе. Местные жители устроили акцию протеста против возведения забора за пределами поместья Хогстратена. 10 февраля 2003 года, после 13-летней борьбы и многочисленных судебных разбирательств, путь был, наконец, вновь открыт для всех прохожих.
Ещё один резонансный конфликт произошёл с известным телеведущим Джереми Кларксоном, который в то время жил на Острове Мэн. Он был раздосадован отсутствием уединения в своём доме, так как прохожие сходили с тропы, чтобы сфотографировать его особняк. Собственность Кларксона граничила с 250-метровой полосой земли, которая не имела определённого статуса общественного прохода, но всё равно использовалась пешеходами. Кларксон стремился закрыть доступ к этой полосе, тем самым вынудив прохожих делать небольшое отклонение от маршрута, чтобы придерживаться официального общественного права прохода, и, следовательно, защитить право на частную жизнь на своей собственности. В мае 2010 года бывший министр транспорта достопочтенный Дэвид Андерсон, согласился с выводами расследования о том, что все пути, кроме пяти, заявленных в ходе расследования как общественные пешеходные тропы, были выделены как таковые и должны быть добавлены к официальной карте.

## Галерея

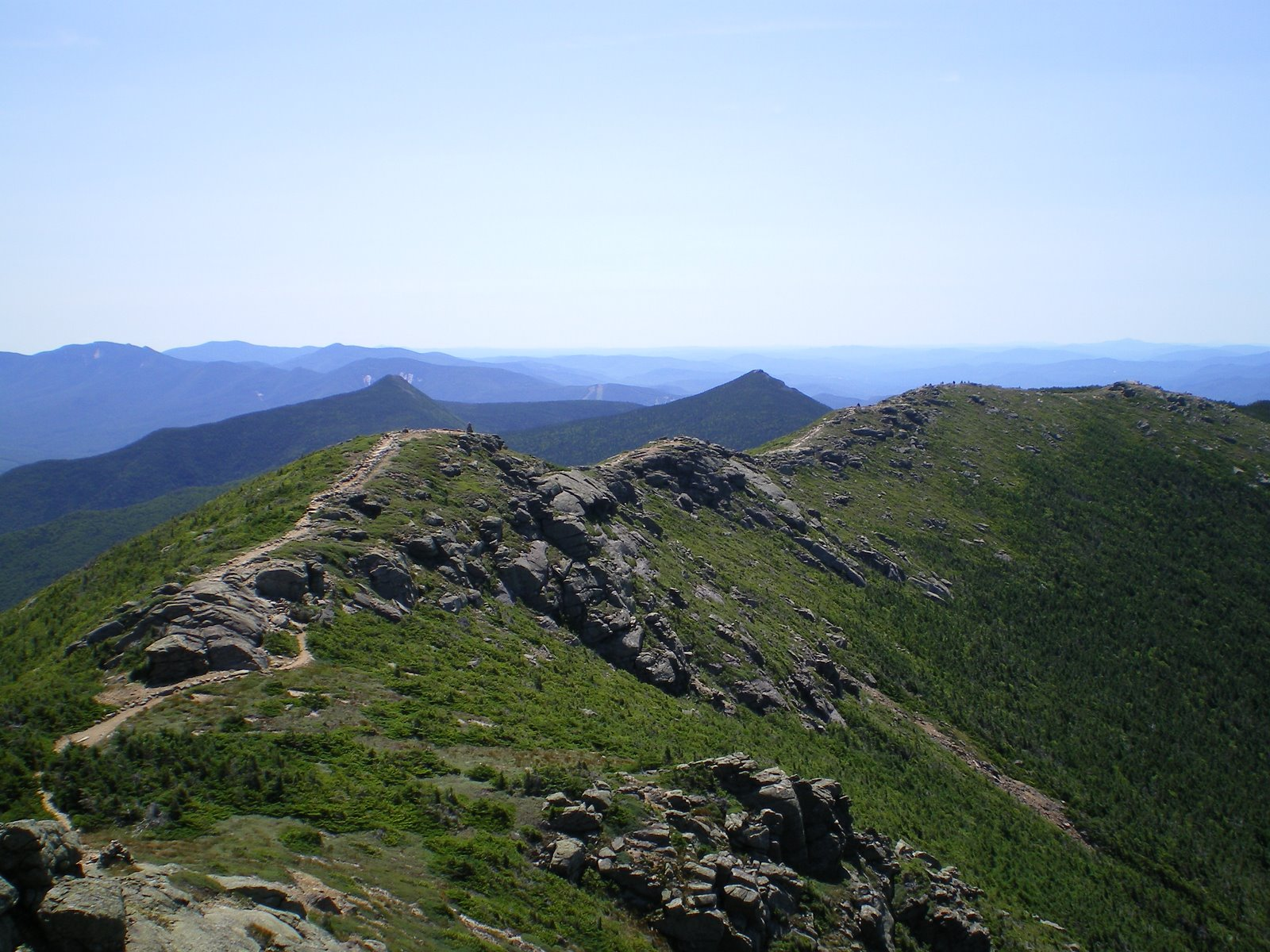
Пешеходная тропа вдоль хребта Франкония[англ.] (Белые горы, Нью-Гэмпшир, США)
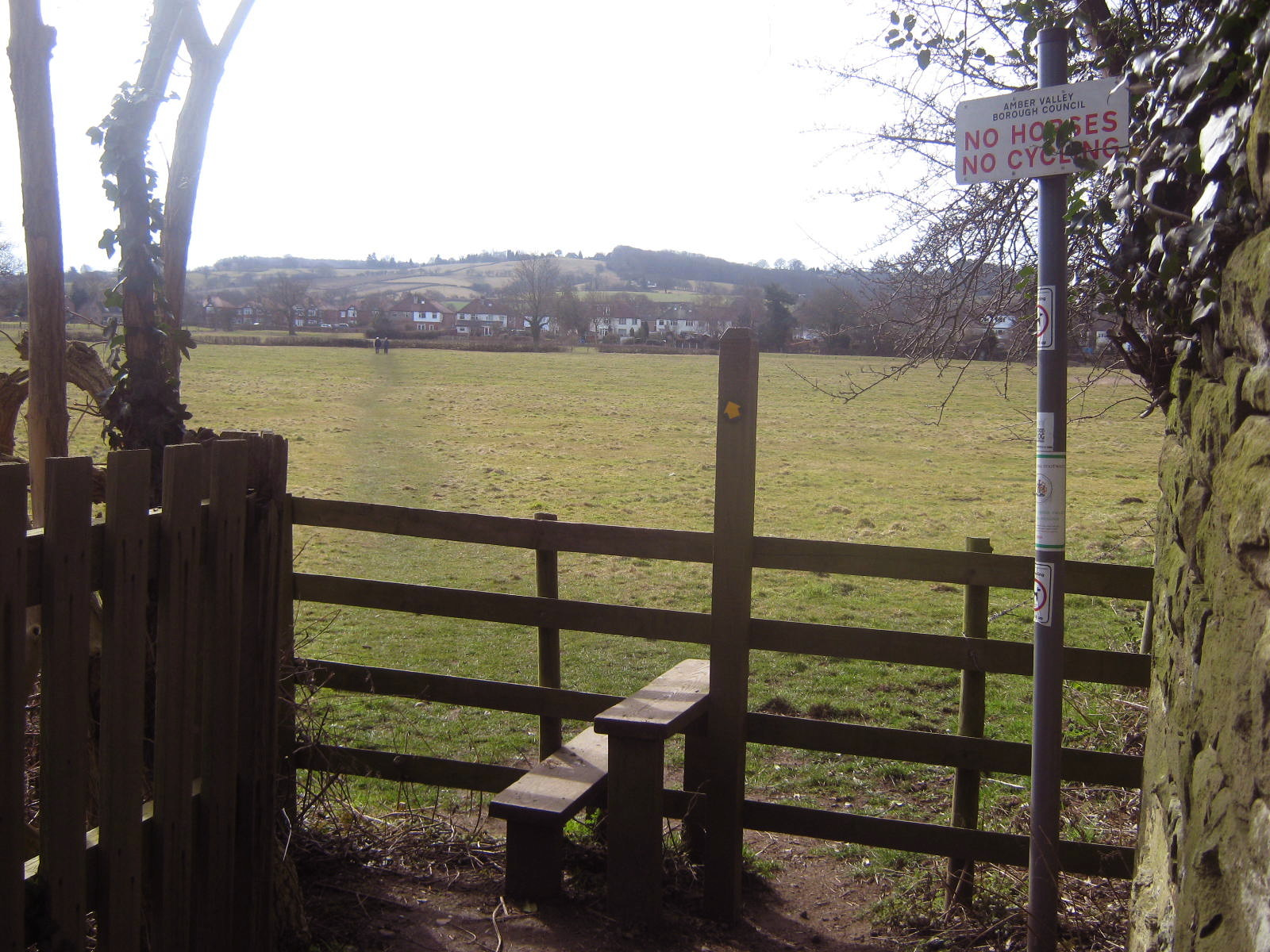
Пешеходная тропа с перелазом в Дербишире (Англия). Табличка на столбе гласит: «Движение всадников и велосипедистов запрещено».
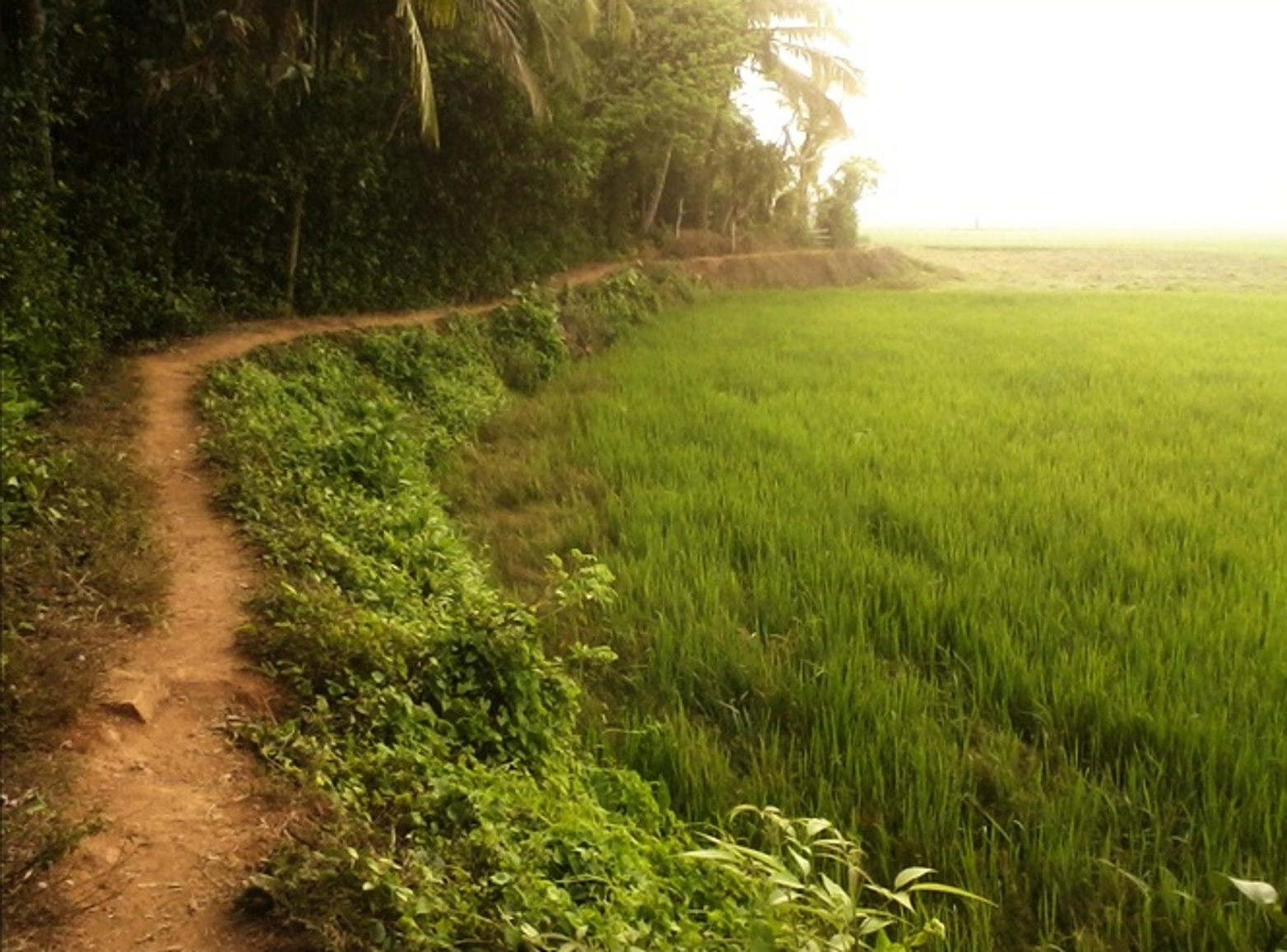
Пешеходная тропа в Индии
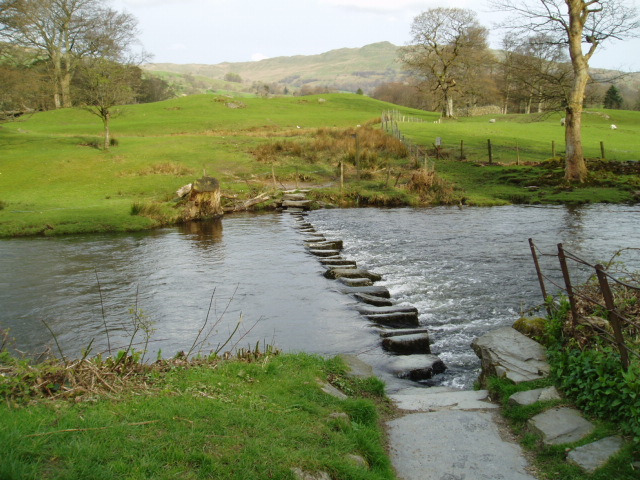
Камни[англ.] через речушку Ротэй (Озёрный край, Англия)
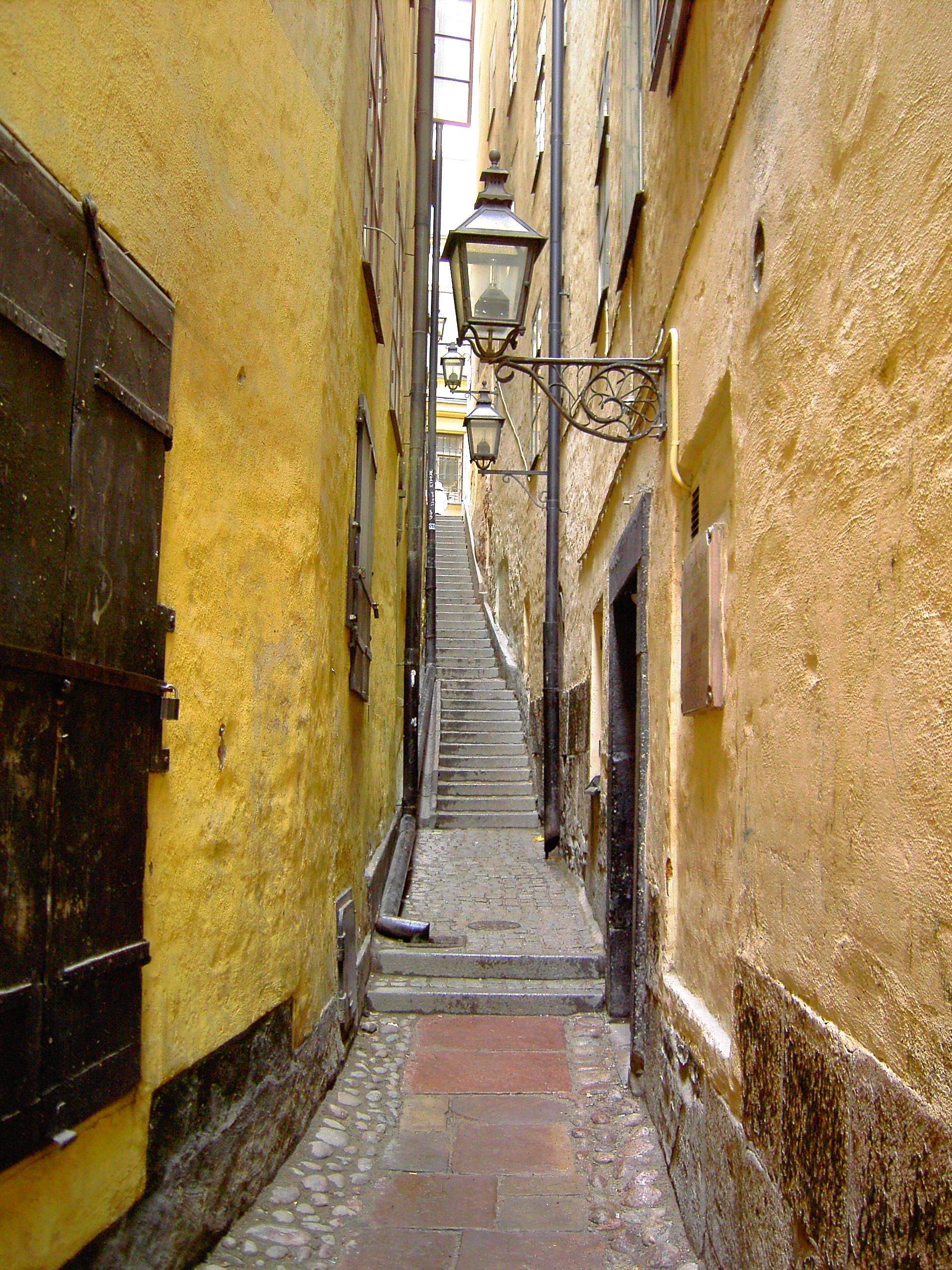
Переулок Мортена Тротзига в Стокгольме (Швеция).
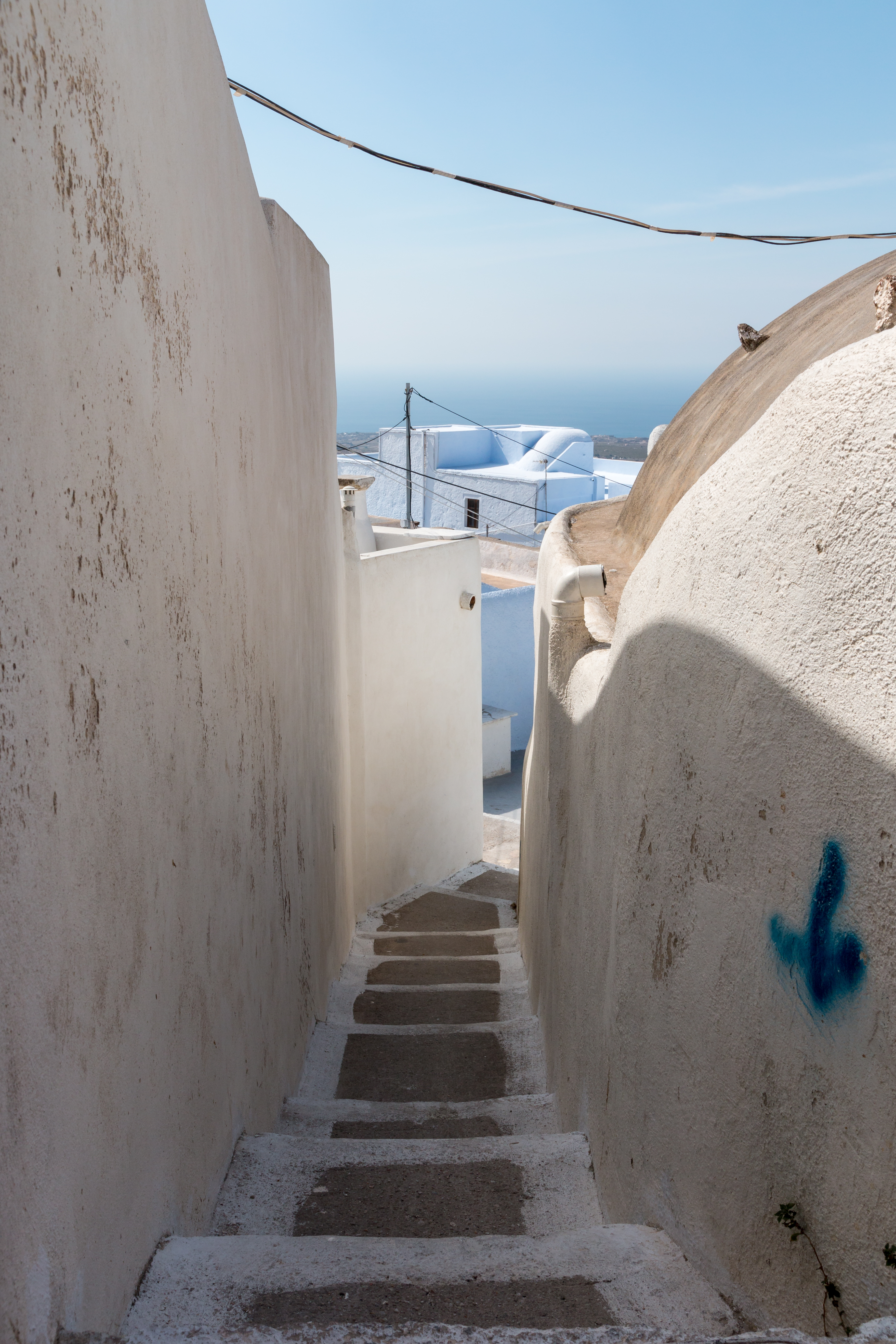
Пешеходная дорожка в деревне Пиргос-Калистис[греч.] (Греция)
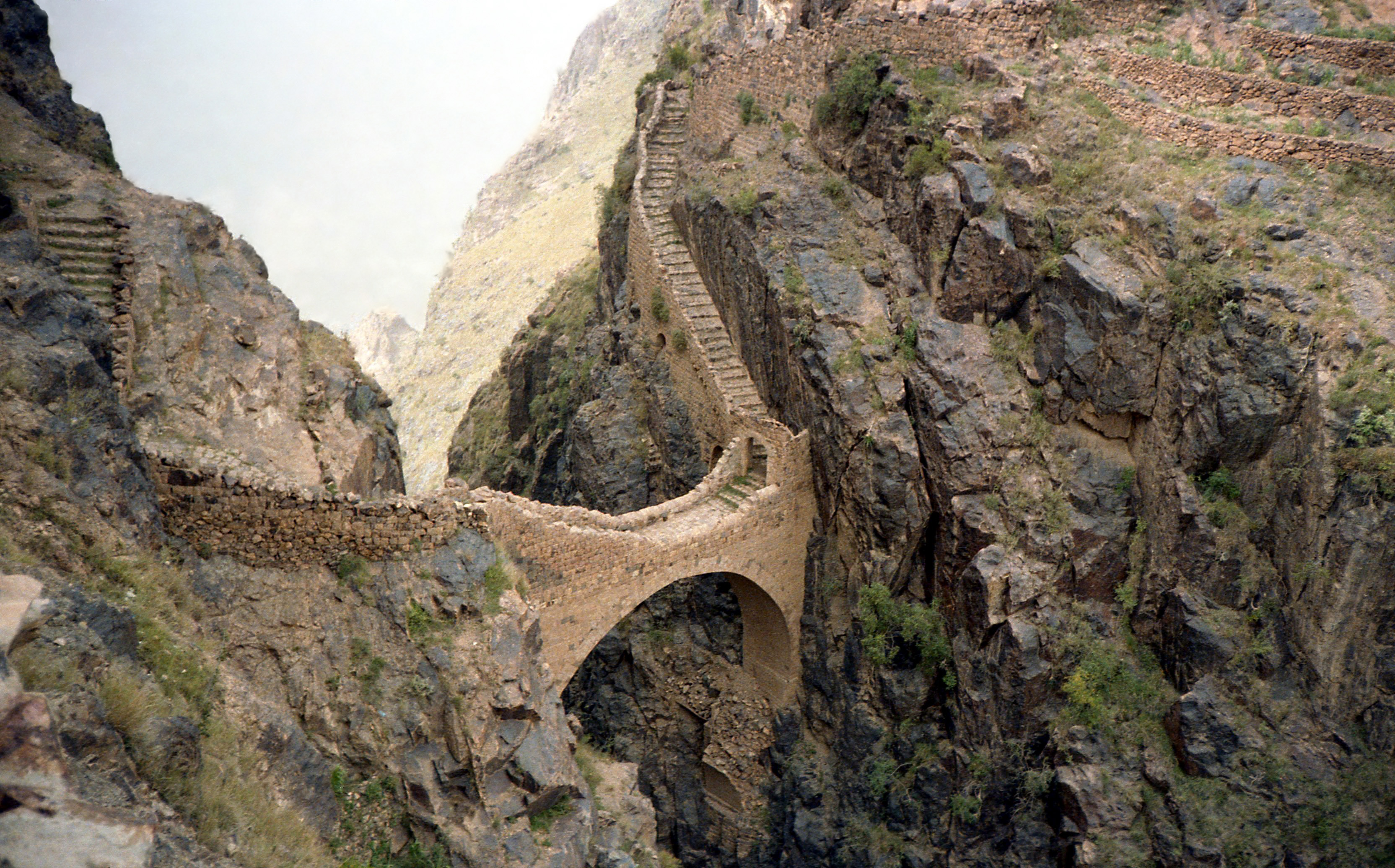
Пешеходный мост близ деревни Шехара (Йемен)
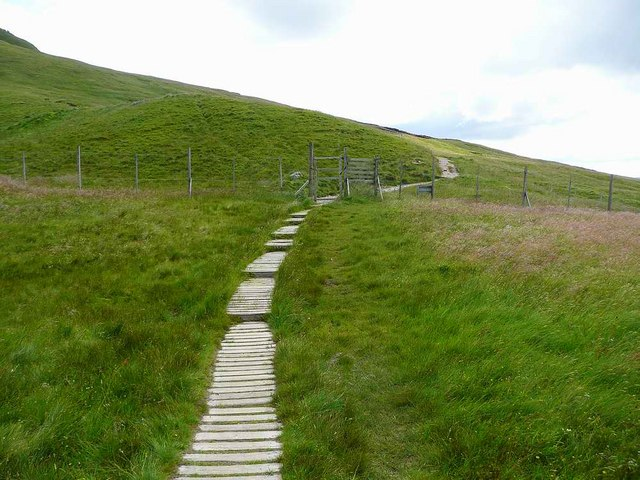
Пешеходная тропа с деревянным настилом близ горы Бен-Лоэрс (Шотландия)
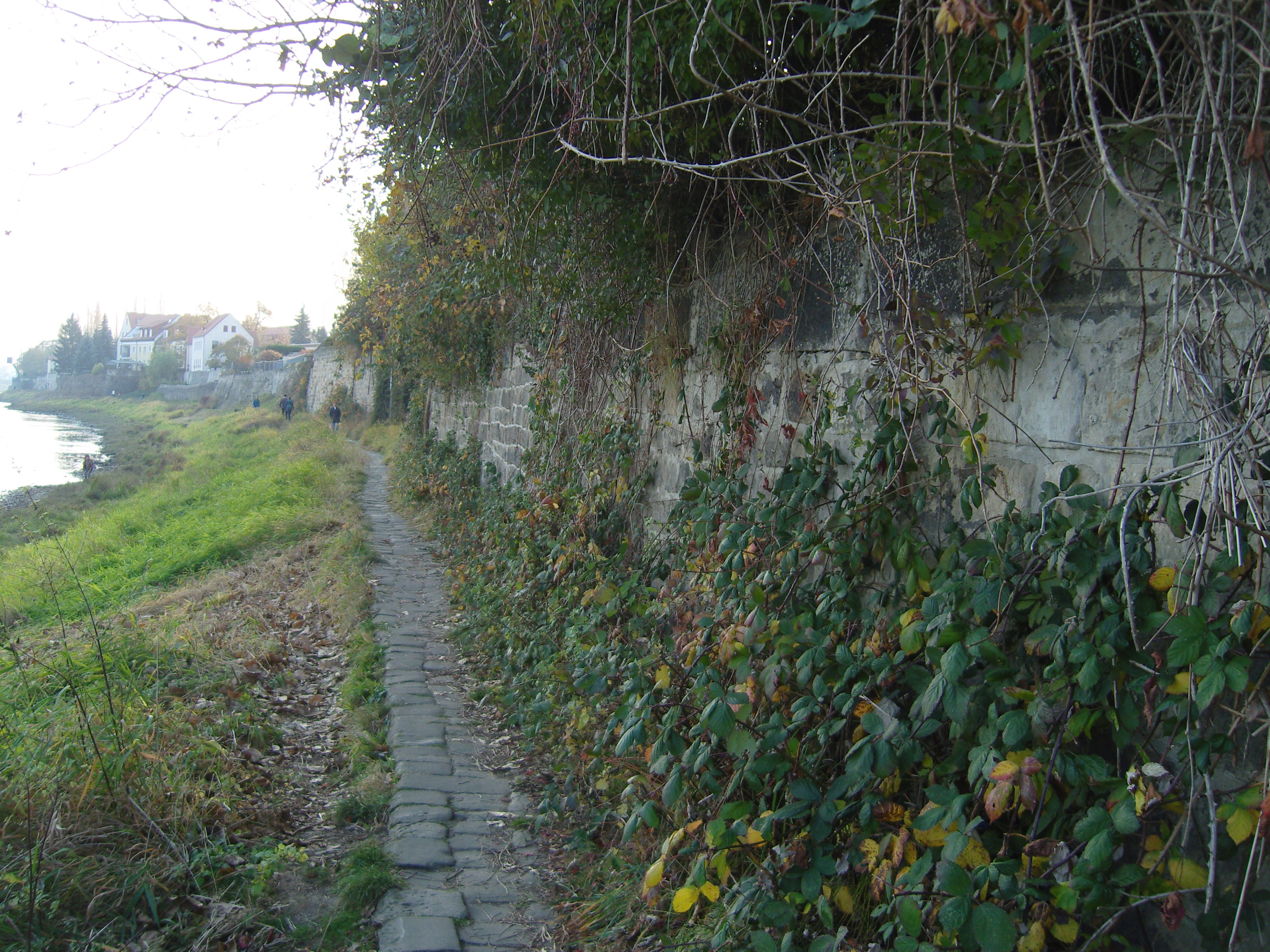
Пешеходная тропа вдоль Эльбы (Германия)